# Anthene kersteni
Anthene kersteni е вид пеперуда от семейство Синевки (Lycaenidae). Видът е незастрашен от изчезване.

## Разпространение
Разпространен е в Етиопия, Замбия, Зимбабве, Кения, Малави, Мозамбик, Свазиленд, Танзания, Уганда, Южен Судан и Южна Африка (Квазулу-Натал).

## Описание
Популацията на вида е стабилна.